# Japón en la Copa Mundial de Rugby de 1995
La Selección de rugby de Japón fue uno de los 16 participantes de la Copa Mundial de Rugby de 1995 que se realizó en Sudáfrica.
Fue la tercera participación de los Cherry Blossoms en la Copa Mundial de Rugby.

## Plantel
| Nombre              | Posición       | Club                                     |
| ------------------- | -------------- | ---------------------------------------- |
| Masahiro Kunda (c.) | hooker         | Toshiba Fuchu                            |
| Eiji Hirotsu        | hooker         | Kobe Steel Rugby Club                    |
| Osamu Ota           | pilar          | NEC Green Rockets                        |
| Kazuaki Takahashi   | pilar          | Toyota Motors                            |
| Masanori Takura     | pilar          | Mitsubishi Heavy Industries Sagamigahara |
| Kazu Hamabe         | pilar          | Kintetsu                                 |
| Yoshihiko Sakuraba  | segunda línea  | Nippon Steel Kamaishi                    |
| Bruce Ferguson      | segunda línea  | Hino Motors                              |
| Takashi Akatsuka    | segunda línea  | Kubota                                   |
| Tomoya Haneda       | ala            | World Co.                                |
| Hiroyuki Kajihara   | ala            | Katsunuma Club                           |
| Ko Izawa            | ala            | Daito Bunka University                   |
| Sione Latu          | ala            | Daito Bunka University                   |
| Sinali Latu         | Número 8       | Sanyo Electric                           |
| Masami Horikoshi    | medio scrum    | Kobe Steel                               |
| Wataru Murata       | medio scrum    | Kobe Steel                               |
| Katsuhiro Matsuo    | medio apertura | World Co.                                |
| Keiji Hirose        | medio apertura | Kyoto Sangyo University                  |
| Seiji Hirao         | centro         | Kobe Steel                               |
| Akira Yoshida       | centro         | Kobe Steel                               |
| Yukio Motoki        | centro         | Kobe Steel                               |
| Tsutomu Matsuda     | wing           | Toshiba Fuchu                            |
| Terunori Masuho     | Wing           | Kobe Steel                               |
| Lopeti Oto          | wing           | Daito Bunka University                   |
| Yoshihito Yoshida   | zaguero        | Isetan RFC                               |
| Kiyoshi Imazumi     | zaguero        | Suntory RFC                              |

## Participación

### Grupo C
| Equipo        | Gan. | Emp. | Perd. | A favor | En contra | Puntos |
| ------------- | ---- | ---- | ----- | ------- | --------- | ------ |
| Nueva Zelanda | 3    | 0    | 0     | 222     | 45        | 9      |
| Irlanda       | 2    | 0    | 1     | 93      | 94        | 7      |
| Gales         | 1    | 0    | 2     | 89      | 68        | 5      |
| Japón         | 0    | 0    | 3     | 55      | 252       | 3      |
| 27 de mayo de 1995 | Japón        | 10 – 57 (0-36) | Gales                                                                              | Estadio Free State, Bloemfontein                                     |                                                                      |
|                    | Tries: Ota , |                | Tries: , G. Thomas , I. Evans Moore Taylor Con: (5) N. Jenkins Pen: (4) N. Jenkins | Asistencia: 15.000 espectadores Árbitro(s): Efraim Sklar (Argentina) | Asistencia: 15.000 espectadores Árbitro(s): Efraim Sklar (Argentina) |

| 31 de mayo de 1995 | Irlanda                                                                                        | 50 – 28 (19-14) | Japón                                                    | Estadio Free State, Bloemfontein                                       |                                                                        |
|                    | Tries: Francis Geoghegan Corkery Halvey Hogan Try penal , Conversiones: Burke (6) Penal: Burke |                 | Tries: Latu Izawa Hirao Takura Conversiones: (4) Yoshida | Asistencia: 15.000 espectadores Árbitro(s): Stef Neethling (Sudáfrica) | Asistencia: 15.000 espectadores Árbitro(s): Stef Neethling (Sudáfrica) |

| 4 de junio de 1995 | Japón                                         | 17 – 145 (3-84) | Nueva Zelanda                                                                                             | Estadio Free State, Bloemfontein                                     |                                                                      |
|                    | Tries: Kajihara , Con: Hirose (2) Pen: Hirose |                 | Tries: , Ellis , Rush , Wilson , R. Brooke , Osborne Loe Culhane Henderson Dowd Ieremia Con: (20) Culhane | Asistencia: 25.000 espectadores Árbitro(s): George Gadjovic (Canadá) | Asistencia: 25.000 espectadores Árbitro(s): George Gadjovic (Canadá) |